# Manumean
Manumean is een bestuurslaag in het regentschap Timor Tengah Utara van de provincie Oost-Nusa Tenggara, Indonesië. Manumean telt 499 inwoners (volkstelling 2010).